# Bräunlingen
Bräunlingen è un comune tedesco di 6 184 abitanti, situato nel land del Baden-Württemberg.